# Marcus Bettinelli
Marcus Bettinelli (Londres, 24 de maio de 1992) é um futebolista inglês que atua como goleiro. Atualmente, joga no Manchester City.

## Carreira

### Fulham
Marcus Bettinelli se profissionalizou no Fulham, em 2012.

## Títulos
Fulham
- EFL Championship play-offs: 2017–18, 2019-20[3]

Chelsea
- Copa do Mundo de Clubes da FIFA: 2021
- Liga Conferência da UEFA: 2024–25